# 휘빙캐
휘빙캐(핀란드어: Hyvinkää [ˈhyʋiŋkæː][*], 스웨덴어: Hyvinge 휘빙에[*])는 핀란드 남부 우시마 지역에 위치한 도시로, 면적은 441.19km2, 인구는 39,748명(2012년 기준), 인구 밀도는 113.76명/km2이다. 헬싱키에서 북쪽으로 약 50km 정도 떨어진 지점에 위치하며 1960년 시로 승격되었다.

## 자매 도시
- 노르웨이 에이게르순
- 헝가리 케치케메트
- 덴마크 코르쇠르
- 러시아 코스트로마
- 스웨덴 모탈라 시
- 독일 헤르스펠트로텐부르크 구

## 같이 보기
- 국도 제25호선 (핀란드)
- 누르미얘르비
- 리히매키